# Hormà
Hormà (en hebreu חָרְמָה (ḥormâ) 'destrucció') va ser una ciutat que la Bíblia atribueix a la tribu de Judà, situada al Nègueb.
Quan els israelites van marxar d'Egipte, van intentar entrar a Canaan per la banda sud, i els cananeus els van rebutjar fins a Hormà. Segons una altra tradició, Hormà era un conjunt de poblacions que depenia de la ciutat d'Arad.
Josuè va conquerir la ciutat i la va donar a la tribu de Judà, però en realitat formava part dels territoris de la tribu de Simeó, que tenien el domini del territori de Judà.
S'han proposat diversos llocs on hi ha jaciments arqueològics per la ciutat d'Hormà: Tel Malhata, Tel Sera, Tel Masos i Tel Ira.